# Frenz International Cup 2015

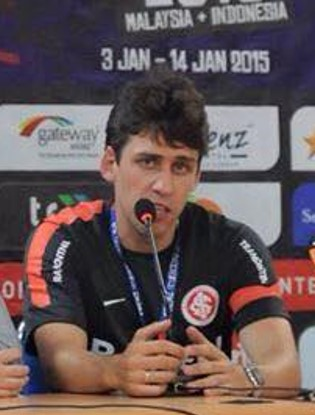
Ricardo Colbachini - Director técnico del Internacional de Brasil Campeón 2015

La Frenz International Cup 2015 es la tercera edición de la Frenz International Cup que tuvo lugar en Malasia e Indonesia del 3 al 14 de enero de 2015. Todos los jugadores son menores de 18 años.
Este torneo ha sido apoyado y aprobado por la Asociación de Fútbol de Malasia, la Confederación Asiática de Fútbol, la Asociación de Fútbol de Indonesia y Selangor FA.

## Equipos que compiten
- Frenz United (Malasia) (Anfitrión)
- Frenz United (Indonesia) (Anfitrión)
- Guangzhou Evergrande
- Liverpool FC
- Internacional
- Besiktas
- Tottenham Hotspur
- Feyenoord

- Valencia CF
- Kashima Antlers
- Chonburi F.C.
- FC Porto
- Gamba Osaka
- PVF Football Academy
- Estudiantes de La Plata
- AIFF India

## Estadios
| Malaysia          | Malaysia                    | Malaysia                    | Indonesia                |
| ----------------- | --------------------------- | --------------------------- | ------------------------ |
| Selangor          | Selangor                    | Selangor                    | Palembang                |
| Stadium Shah Alam | Stadium UITM Shah Alam      | Stadium Maybank Bangi       | Stadium Gelora Sriwijaya |
| Capacidad: 80,932 | Capacidad: No Proporcionada | Capacidad: No Proporcionada | Capacidad: 40,000        |

### Grupo A
- Todos los partidos se juegan en Indonesia.
- Todas las horas son hora de Indonesia ( UTC+7 )

| Pos. | Equipo                   | Pts. | PJ | G | E | P | GF | GC | Dif. | Definición                     |
| ---- | ------------------------ | ---- | -- | - | - | - | -- | -- | ---- | ------------------------------ |
| 1    | Liverpool FC             | 9    | 3  | 3 | 0 | 0 | 10 | 5  | +5   | Avanza a la etapa eliminatoria |
| 2    | Frenz United (Indonesia) | 4    | 3  | 1 | 1 | 1 | 9  | 7  | +2   | Avanza a la etapa eliminatoria |
| 3    | Feyenoord                | 4    | 3  | 1 | 1 | 1 | 6  | 4  | +2   |                                |
| 4    | Guangzhou Evergrande     | 0    | 3  | 0 | 0 | 3 | 1  | 10 | −9   |                                |

 Fuente: Rsssf.org

### Grupo B
| Pos. | Equipo          | Pts. | PJ | G | E | P | GF | GC | Dif. | Definición                     |
| ---- | --------------- | ---- | -- | - | - | - | -- | -- | ---- | ------------------------------ |
| 1    | Internacional   | 9    | 3  | 3 | 0 | 0 | 14 | 2  | +12  | Avanza a la etapa eliminatoria |
| 2    | Valencia CF     | 4    | 3  | 1 | 1 | 1 | 2  | 3  | −1   | Avanza a la etapa eliminatoria |
| 3    | Kashima Antlers | 2    | 3  | 0 | 2 | 1 | 2  | 6  | −4   |                                |
| 4    | Chonburi F.C.   | 1    | 3  | 0 | 1 | 2 | 1  | 8  | −7   |                                |

 Fuente: Rsssf.org

### Grupo C
- Todos los partidos se juegan en Malasia
- Todas las horas son hora de Malasia ( UTC+8 )

| Pos. | Equipo               | Pts. | PJ | G | E | P | GF | GC | Dif. | Definición                     |
| ---- | -------------------- | ---- | -- | - | - | - | -- | -- | ---- | ------------------------------ |
| 1    | FC Porto             | 7    | 3  | 2 | 1 | 0 | 4  | 1  | +3   | Avanza a la etapa eliminatoria |
| 2    | Gamba Osaka          | 6    | 3  | 2 | 0 | 1 | 7  | 2  | +5   | Avanza a la etapa eliminatoria |
| 3    | Besiktas             | 4    | 3  | 1 | 1 | 1 | 4  | 5  | −1   |                                |
| 4    | PVF Football Academy | 0    | 3  | 0 | 0 | 3 | 1  | 8  | −7   |                                |

 Fuente: Rsssf.org

### Grupo D
| Pos. | Equipo                    | Pts. | PJ | G | E | P | GF | GC | Dif. | Definición                     |
| ---- | ------------------------- | ---- | -- | - | - | - | -- | -- | ---- | ------------------------------ |
| 1    | Estudiantes de La Plata   | 9    | 3  | 3 | 0 | 0 | 8  | 0  | +8   | Avanza a la etapa eliminatoria |
| 2    | Tottenham Hotspur         | 6    | 3  | 2 | 0 | 1 | 8  | 2  | +6   | Avanza a la etapa eliminatoria |
| 3    | Frenz United FC (Malasia) | 3    | 3  | 1 | 0 | 2 | 5  | 13 | −8   |                                |
| 4    | AIFF India                | 0    | 3  | 0 | 0 | 3 | 5  | 11 | −6   |                                |

 Fuente: Rsssf.org

## Etapa eliminatoria
|  | Cuartos de final          | Cuartos de final          |                           |   | Semifinales | Semifinales |  |  | Final | Final |
|  |                           |                           |                           |   |             |             |  |  |       |       |
|  | 10 Enero 2015 - Indonesia |                           |                           |   |             |             |  |  |       |       |
|  |                           |                           |                           |   |             |             |  |  |       |       |
|  | Liverpool FC              | 1                         |                           |   |             |             |  |  |       |       |
|  | Liverpool FC              | 1                         | 12 Enero 2015 - Indonesia |   |             |             |  |  |       |       |
|  | Valencia CF               | 2                         |                           |   |             |             |  |  |       |       |
|  | Valencia CF               | 2                         | Valencia CF               | 1 |             |             |  |  |       |       |
|  | 10 Enero 2015 - Malasia   |                           | Valencia CF               | 1 |             |             |  |  |       |       |
|  |                           | Estudiantes LP            | 3                         |   |             |             |  |  |       |       |
|  | Estudiantes LP            | Estudiantes LP            | 3                         | 2 |             |             |  |  |       |       |
|  | Estudiantes LP            |                           | 14 Enero 2015 - Indonesia | 2 |             |             |  |  |       |       |
|  | Gamba Osaka               | 1                         |                           |   |             |             |  |  |       |       |
|  | Gamba Osaka               | 1                         | Estudiantes LP            | 2 |             |             |  |  |       |       |
|  | 10 Enero 2015 - Indonesia |                           | Estudiantes LP            | 2 |             |             |  |  |       |       |
|  |                           | Internacional             | 3                         |   |             |             |  |  |       |       |
|  | Internacional             | Internacional             | 3                         | 1 |             |             |  |  |       |       |
|  | Internacional             | 12 Enero 2015 - Indonesia |                           | 1 |             |             |  |  |       |       |
|  | Frenz United (I)          | 0                         |                           |   |             |             |  |  |       |       |
|  | Frenz United (I)          | 0                         | Internacional             | 2 |             |             |  |  |       |       |
|  | 10 Enero 2015 - Malasia   |                           | Internacional             | 2 |             |             |  |  |       |       |
|  |                           | FC Porto                  | 0                         |   |             |             |  |  |       |       |
|  | FC Porto                  | FC Porto                  | 0                         | 4 |             |             |  |  |       |       |
|  | FC Porto                  |                           |                           | 4 |             |             |  |  |       |       |
|  | Tottenham Hotspur         | 2                         |                           |   |             |             |  |  |       |       |
|  | Tottenham Hotspur         | 2                         |                           |   |             |             |  |  |       |       |

### Cuartos de final
| 10 de enero de 2015, 16:00 (UTC+7) | Liverpool FC          | 1:2 | Valencia CF                              | Stadium Gelora Sriwijaya, Palembang, Indonesia |                              |
|                                    | Sergi Canos Tenes 50' |     | Francisco Aliaga 15' · Álvaro Martín 68' | Árbitro(s): Thoriq Al Katiri                   | Árbitro(s): Thoriq Al Katiri |

| 10 de enero de 2015, 16:30 (UTC+8) | Estudiantes de La Plata  | 2:1 | Gamba Osaka       | Stadium UITM Shah Alam, Selangor, Malasia |                             |
|                                    | Carlo Lattanzio 14', 27' |     | Taichi Takeda 88' | Árbitro(s): Fairuz Zulkifli               | Árbitro(s): Fairuz Zulkifli |

| 10 de enero de 2015, 20:30 (UTC+7) | Internacional   | 1:0 | Frenz United (Indonesia) | Stadium Gelora Sriwijaya, Palembang, Indonesia |                             |
|                                    | Luis Muller 20' |     |                          | Árbitro(s): Muhammad Ridwan                    | Árbitro(s): Muhammad Ridwan |

| 10 de enero de 2015, 19:30 (UTC+8) | FC Porto                        | 4:2 | Tottenham Hotspur                          | Stadium Shah Alam, Selangor, Malasia  |                                       |
|                                    | Rui Da Silva 19', 23', 53', 57' |     | Kazaiah Sterling 69' · Shayon Harrison 90' | Árbitro(s): Muhammad Nazmi Nasaruddin | Árbitro(s): Muhammad Nazmi Nasaruddin |

### Semifinales
| 12 de enero de 2015, 16:00 (UTC+7) | valencia FC                               | 1:3 (Tiempo Extra) | Estudiantes de La Plata                                                     | Stadium Gelora Sriwijaya, Palembang, Indonesia |                            |
|                                    | Ulises Lazarte (arquero) 119' (en contra) |                    | Carlo Lattanzio 101' · Emiliano Lazzarini 108' · Juan Bautista Cascini 109' | Árbitro(s): Zulkifli Ahmad                     | Árbitro(s): Zulkifli Ahmad |

| 12 de enero de 2015, 19:30 (UTC+7) | Internacional                                  | 2:0 | FC Porto | Stadium Gelora Sriwijaya, Palembang, Indonesia |                               |
|                                    | Luis Muller 43' · Allan Rodrigues de Souza 60' |     |          | Árbitro(s): Thoriq Al Khatiri                  | Árbitro(s): Thoriq Al Khatiri |

## La final
| 14 de enero de 2015, 19:30 (UTC+7) | Estudiantes de La Plata                                               | 2:3 | Sport Club Internacional                       | Stadium Gelora Sriwijaya, Palembang, Indonesia |                             |
|                                    | Ezequiel Fernando Miranda 32' (pen.) · Juan Bautista Cejas 62' (pen.) |     | João Pedro 10', 66' · Iago Amaral Borduchi 82' | Árbitro(s): Mohammad Ridwan                    | Árbitro(s): Mohammad Ridwan |

## El ganador
|                                              |
|                                              |
| Campeón Sport Club Internacional 1.er título |